# Гальшиев, Ирдыни Хайбзун
Ирдыни Хайбзун Гальшиев (1855 — 26 июня (9 июля) 1915) — российский бурятский религиозный деятель, поэт, буддийский монах и учёный. Писал на тибетском языке.
Сведений о его жизни сохранилось крайне мало, точная дата рождения неизвестна. Известно, что в достаточно молодом возрасте он надолго уехал в Тибет, где получал длительное буддийское духовное образование в одном из монастырей, был хорошим учеником, получив по завершении обучения в 1897 году учёное богословское звание доромба, после чего вернулся в Бурятию. Одна из двух точно установленных дат его жизни (наряду с датой смерти) — 24 июня 1897 года, дата поступления хувараком (монахом) в Кудунский дацан, где он служил в течение многих лет.
Гальшиев оставил ряд трактатов по буддийскому богословию, из которых наиболее известным является написанное в первой половине 1910-х годов стихотворное сочинение «Зерцало мудрости». Эта работа, испытавшая, как считается, влияние традиций старомонгольской и тибетской словесности и индийской дидактической литературы, состоит из почти тысячи двустиший. Темой сочинения являются наставления о правилах поведения, отношении к друзьям и врагам, совершенствовании тела и духа. Впоследствии оно было переведено на старомонгольский язык одним из учеников Гальшиева, Ч. Ванчуковым, разойдясь в виде рукописных списков среди многих бурятов. Исследованием жизни Гальшиева занимался учёный Ц.-А. Дугар-Нимаев.